# Police Story IV: First Strike
Police Story 4: First Strike es una película de acción de Hong Kong de 1996 dirigida por Stanley Tong y protagonizada por Jackie Chan, Jackson Lou, Wu Chen-chun y Bill Tung. Fue estrenada en Hong Kong el 10 de febrero de 1996. La versión de la cinta publicada en los cines estadounidenses por New Line Cinema recibió reseñas mixtas de parte de la crítica. Actualmente tiene un 52% de aprobación en el sitio Rotten Tomatoes.

## Sinopsis
Mientras trabajaba para la CIA, a Chan Ka-kui (Jackie Chan) se le asignó seguir pistas de un caso de contrabando nuclear. Sigue a una mujer llamada Natasha a Ucrania, cuando se da cuenta de que había estado ocultando información vital, Ka-kui pide refuerzos y luego es arrestada. Sin embargo, el compañero de Natasha es un hombre desconocido, que resulta ser Jackson Tsui (Jackson Lou), un científico nuclear chino-americano con enlaces de la CIA, sospechoso de haber robado una ojiva nuclear.

## Reparto
- Jackie Chan como Chan Ka-kui.
- Jackson Lou como Jackson Tsui.
- Annie Wu como Annie Tsui.
- Bill Tung como Bill Wong.
- Yuriy Petrov como Gregor Yegorov.
- Nonna Grishayeva como Natasha.
- Terry Woo como Seven.
- Ailen Sit como Allen.
- Nathan Jones como asesino ruso.